# Antonio Rosario Mennonna
Antonio Rosario Mennonna (Muro Lucano, 27 maggio 1906 – Muro Lucano, 6 novembre 2009) è stato un vescovo cattolico italiano.

## Biografia
Nacque a Muro Lucano il 27 maggio 1906 da Salvatore e da Maria Luigia Travaglio. 

### Formazione e ministero sacerdotale
Poté frequentare, da ragazzo, i corsi ginnasiali, presso il seminario arcivescovile di Benevento, assieme a Pasquale Quaremba, grazie ad una borsa di studio. Benedetto XIII, infatti, della famiglia Orsini, signori di Muro Lucano, aveva provveduto a costituire un fondo per la formazione dei novelli sacerdoti dell'omonima diocesi. Proseguì gli studi liceali, filosofici e teologici, a Napoli, presso il seminario pontificio di Posillipo. Conseguì, nel 1928, la laurea, cum laude, in sacra teologia. Presso l'università degli studi di Napoli ottenne, invece, la laurea in lettere classiche.
Fu ordinato sacerdote, dal vescovo Giuseppe Scarlata, pastore della sua diocesi natale, il 12 agosto 1928. Insegnò lettere al seminario di Potenza e presso l'istituto vescovile, parificato, di Muro Lucano ove ricoprì, anche, l'ufficio di preside.

### Ministero episcopale

#### Vescovo di Muro Lucano
Eletto alla sede vescovile di Muro Lucano, il 5 gennaio 1955, da papa Pio XII. Emise, successivamente, a Roma, dinanzi al cardinale Celso Costantini, la professione di Fede e il giuramento di fedeltà, nei confronti della Santa Sede. Ricevette, il 13 marzo 1955, l'ordinazione episcopale dall'arcivescovo di Acerenza, Domenico Picchinenna, coconsacranti Augusto Bertazzoni, arcivescovo di Potenza e Marsico Nuovo, e Matteo Guido Sperandeo, vescovo di Calvi e Teano.
Ecco alcuni dati, riguardo al suo governo pastorale della diocesi murese, emersi nella relazione ad limina, del 1961: lieve diminuzione, di circa il 10%, della popolazione, complessivamente 33 000 residenti, molti dei quali vivevano sulle montagne e nelle campagne; ristrutturazione della cattedrale e del palazzo vescovile; erezione di 5 parrocchie, un nome: "San Antonio ai Casalini", sita a Bella, istituita il 7 luglio 1957; edificazione di nuove chiese; ritorno dei Frati Cappuccini nell'omonimo convento, di Muro Lucano, al quale era stata annessa una scuola per novizi; presenza di 4 comunità religiose femminili appartenenti all'ordine religioso delle Stimmatine, 2 a quello delle Figlie di Maria Ausiliatrice e 1 a quello delle Figlie della Carità; 34 sacerdoti; 8 seminaristi, di cui 1 iscritto ai corsi teologici e 7 iscritti agli studi liceali; aumento dei tesserati all'Azione Cattolica; promozioni di iniziative religiose, volte al risveglio e/o maggiore attestazione-partecipazione della fede; istituzione, per la formazione culturale dei ragazzi poveri o in particolari situazioni, nell'ex seminario, di un collegio, gratuito, con annessa una scuola elementare.

#### Vescovo di Nardò
Papa Giovanni XXIII, il 22 febbraio 1962, Cattedra di San Pietro, alla vigilia dell'apertura del Concilio Vaticano II, al quale partecipò assiduamente, lo trasferì alla sede vescovile di Nardò, quale successore di Corrado Ursi. Salvatore Rizzello,  che confermerà suo vicario generale, lo accolse, a nome dell'intera diocesi neretina, i cui fedeli erano accorsi numerosissimi, in una giornata torrida, il 23 giugno 1962, giorno della sua presa di possesso.
Tra le sue prime decisioni: la conferma della prosecuzione della costruzione della nuova sede del seminario diocesano, opera voluta dal suo predecessore, le cui fondamenta erano state benedette il 31 maggio 1960. Il medesimo istituto, venne inaugurato, il 7 maggio 1964, dal vescovo Mennonna e da Corrado Ursi. Padre spirituale del seminario era il carismatico mons. Raffaele Mastria.
Svolse 3 visite pastorali, negli anni 1964, 1970 e 1975, ed infine, una visita ad limina, verso gli inizi degli anni ottanta.
Valorizzò la casa, per Esercizi spirituali, Villa Tabor, in contrada Cenate.
Visitò, più volte, all'estero, gli emigranti diocesani. Eresse 13 parrocchie e fece costruire 22 chiese, tra le quali quella dedicata a San Giuseppe, in contrada Lazzareddhu, e quella dei Santi Cosma e Damiano, in contrada Frasca, chiese site a Matino.
Indisse un pellegrinaggio mariano, diocesano, a Lourdes. Fece ristrutturare il palazzo vescovile grazie ad una legge ad hoc, per danni di guerra e, successivamente, la cattedrale. Tale tempio fu dichiarato, da papa Giovanni Paolo II, nel 1980, grazie al suo interessamento, basilica minore pontificia.
Nel 1979 indisse, per il 1980, nel ricordo del 25º di ordinazione episcopale, un anno mariano; le celebrazioni, alle quali partecipò Mario Luigi Ciappi, suo amico, ebbero inizio il 31 ottobre 1979 in piazza San Pietro, a Roma, allorché papa Giovanni Paolo II, al termine della rituale preghiera dell'Angelus, alla presenza di Jacques-Paul Martin e di Stanisław Dziwisz, benedisse la nuova statua della "Madonna della Pace" e rivolse un caloroso saluto al vescovo Mennonna, al Clero, ai sindaci ed ai fedeli accorsi per l'occasione. La statua della Vergine fu portata, solennemente, in pellegrinaggio in tutti i comuni della diocesi ed oggi venerata nella chiesa dedicata a San Francesco da Paola a Nardò.
Proclamò, nel 1980, la "Madonna della Coltura": “Patrona dei Coltivatori Diretti” della diocesi. Per suo interessamento, Michele Mincuzzi, nel 1981, estese il patronato della Vergine a tutti gli altri coltivatori dell'intera provincia ecclesiastica dell'arcidiocesi di Lecce; decisione confermata, nel 1982, da papa Giovanni Paolo II.
Il 20 ottobre 1980, su delega di Nicola Riezzo, accolse e congedò papa Giovanni Paolo II, in visita pastorale ad Otranto, insieme a tutti i suoi seminaristi, all'aeroporto militare di Galatina.
Ebbe, in seno alla Conferenza Episcopale Pugliese, la delega per le vocazioni e fu membro della commissione per il Pontificio Seminario Regionale Pugliese "Pio XI" di Molfetta.
Nell'estate del 1981, ai sensi delle norme canoniche, presentò a papa Giovanni Paolo II la rinuncia al governo pastorale della diocesi, per raggiunti limiti d'età. Ottenne, a causa delle conseguenze del terremoto dell'Irpinia del 1980, una proroga del mandato, sino al 30 settembre 1983.
Lasciò, definitivamente, la diocesi neretina dopo aver salutato, personalmente, tutte le parrocchie, il 7 dicembre 1983, per far ritorno a Muro Lucano. Nella medesima occasione Salvatore Rizzello, prima di accompagnarlo con un corteo di autovetture, simbolicamente, sino ai confini della diocesi ovvero a Torre Lapillo, gli rivolse, a nome di tutti, la seguente preghiera:
Signore Gesù,
Buon Pastore delle anime nostre,
ascolta il nostro grazie:
grazie per il Vescovo
Antonio Rosario,
grazie per la Sua Bontà
che lo ha reso simile a Te
che lo ha fatto amare e
che oggi – partendo – ci lascia
più soli.
Grazie perché in Lui,
prima del Vescovo
abbiamo incontrato l'Amico;
prima del Superiore
abbiamo incontrato il Padre,
prima del "sapiente"
abbiamo incontrato "l'uomo".
Con lui abbiamo pregato,
con lui Ti abbiamo cercato
e, nel rispetto di ognuno,
con lui abbiamo imparato
che zelo non è fretta
che pazienza non è sconfitta
che bontà non è debolezza.
Grazie a Te Gesù che lo hai
donato a noi
grazie a lui che si è donato a noi.
Ora, come un patriarca antico,
torna alla Sua terra,
ai suoi monti
alla sua gente
e nel cuore, mentre
una lacrima gli riga il volto,
ci porta con sé
e ci dice, sempre, come
viatico:
Aiutatevi, stimatevi, siate uniti.
E noi sappiamo che
non mente;
ed è tanto,
è tutto.
Grazie Gesù.

#### Vescovo emerito
Al momento della sua morte, avvenuta il 6 novembre 2009, a 103 anni, era il decano dell'episcopato italiano ed il secondo vescovo più anziano al mondo, dopo Antoine Nguyên Van Thien, vietnamita. Nella sua esistenza aveva incrociato la vita di ben nove papi: Pio X, Benedetto XV, Pio XI, Pio XII, Giovanni XXIII, Paolo VI, Giovanni Paolo I, Giovanni Paolo II e Benedetto XVI, molti dei quali conosciuti di persona, e ordinato più di 70 sacerdoti.
I funerali si svolsero il 7 novembre 2009 a Muro Lucano, ove fu proclamato il lutto cittadino, e furono presieduti dall'arcivescovo di Potenza-Muro Lucano-Marsico Nuovo Agostino Superbo; presero parte, pure, Domenico Caliandro e Salvatore Ligorio.

## Parrocchie erette durante l'episcopato a Nardò
Annuario della Chiesa Neretina, 1986.
- Cuore Immacolato di Maria - Casarano - eretta il 7 ottobre 1982;
- S. Gerardo Maiella - Copertino - eretta l'8 dicembre 1964;
- B. V. Addolorata - Copertino - eretta il 31 maggio 1971;
- S. S. Medici - Galatone - eretta il 1º agosto 1972;
- S. Cuore - Matino - eretta il 2 febbraio 1978;
- S. Gerardo Maiella - Nardò - eretta il 27 maggio 1965;
- S. Cuore - Nardò - eretta il 20 giugno 1971;
- S. Maria degli Angeli - Nardò - eretta il 1º novembre 1966;
- S. Caterina d'Alessandria V. M. - Nardò - eretta il 1º novembre 1968;
- S. Antonio di Padova - Parabita - eretta l'8 settembre 1972;
- S. Anna - Parabita - eretta il 1º gennaio 1978;
- S. Barbara V. M. - Santa Barbara - passata all'arcidiocesi di Otranto - eretta il 1º gennaio 1966;
- B. V. Immacolata - Taviano - eretta il 5 giugno 1972.

## Vescovo scrittore

### I libri
- Un dialetto della Lucania: studi su Muro Lucano, 1977, (3 Ediz.), Congedo Editore, Galatina;
- Un dialetto della Lucania: Grammatica e antologia, 1977, (1 Ediz.), Congedo Editore, Galatina;
- Favole e realtà, 1979, Congedo Editore;
- Verbum, Ai sacerdoti fratello amatissimo, dei piccoli amico cordiale, per tutti padre e pastore - venticinque anni di servizio episcopale di sua ecc.za mons. Antonio Rosario Mennonna vescovo di Muro Lucano (1955 - 1962), di Nardo (1962 - ), 1981, Editrice Salentina, Galatina;
- Favole del nostro tempo, 1982, Congedo Editore;
- I dialetti Gallitalici della Lucania: Fonologia, morfologia, filologia, antologia, 1987, Congedo Editore;
- I dialetti Gallitalici della Lucania: Vocabolario, 1987, Congedo Editore;
- Gerardo Mennonna, L'uomo il cristiano il medico il militare, 1989, Valsele, Napoli;
- Piccolo Glossario del Cristianesimo, 1991 (I Ediz.), 1992 (II Ediz.), Edizioni Dehoniane, Roma;
- Andate…Predicate, 1999, Edizioni Non Tacere, Copertino;
- Voci dello Spirito – Verso il sacerdozio, aurora della mia vita, 2003, Edizioni Insieme, Terlizzi ed Edizioni Non Tacere, Copertino;
- Ut ascendam in montem domini - studi in onore di mons. Antonio Rosario Mennonna, 2006, a cura di Antonio Mennonna, Congedo Editore;
- Basilicata mariana: itinerario storico-religioso nei luoghi di culto, 2007, Congedo Editore;
- Briciole di saggezza – favole per grandi e per bambini, 2008, Edizioni Camilliane, Torino;
- Dialoghi con personaggi dell'antica Roma, 2009, Congedo Editore, Galatina, presentato, il 27 maggio 2009, a Roma, in Campidoglio, alla presenza del cardinale Salvatore De Giorgi e dei senatori a vita Giulio Andreotti ed Emilio Colombo;
- Noi siamo creati per il cielo. Testimonianze, 2010, a cura di Mario e Antonio Mennonna, Congedo Editore, Galatina.

### Le lettere pastorali
- La fede, prima Lettera Pastorale, alla diocesi di Muro Lucano.
- Alla diocesi di Nardò:
- La Grazia, 1964;
- La liturgia nello spirito della costituzione conciliare, 1965;
- Giubileo conciliare, 1966;
- La Chiesa mistero e sacramento di salvezza, per la Quaresima, 1967, Editrice Salentina, Galatina;
- Nella luce della fede, 1968;
- Il divorzio, 1969;
- I nostri temi di riflessione, 1970;
- Crisi del sacerdozio, 1970;
- Erotismo e violenza, 1972;
- Maria via a Cristo, 1980, per la celebrazione dell'anno mariano diocesano;
- Ai fratelli e sorelle in Cristo, 1983, lettera di commiato, Editrice Salentina, Galatina.

## Onorificenze
- Cittadinanza onoraria, del comune di Copertino.
- Cittadinanza onoraria, 1980, della città di Nardò.
- Gran priore internazionale spirituale dei Cavalieri di Santa Maria di Buenos Aires, Baliaggio lucano (O.S.M.B.A.).

## Genealogia episcopale
La genealogia episcopale è:
- Cardinale Scipione Rebiba
- Cardinale Giulio Antonio Santori
- Cardinale Girolamo Bernerio, O.P.
- Arcivescovo Galeazzo Sanvitale
- Cardinale Ludovico Ludovisi
- Cardinale Luigi Caetani
- Cardinale Ulderico Carpegna
- Cardinale Paluzzo Paluzzi Altieri degli Albertoni
- Papa Benedetto XIII
- Papa Benedetto XIV
- Cardinale Enrico Enriquez
- Arcivescovo Manuel Quintano Bonifaz
- Cardinale Buenaventura Córdoba Espinosa de la Cerda
- Cardinale Giuseppe Maria Doria Pamphilj
- Papa Pio VIII
- Papa Pio IX
- Cardinale Alessandro Franchi
- Cardinale Giovanni Simeoni
- Cardinale Antonio Agliardi
- Cardinale Basilio Pompilj
- Cardinale Adeodato Piazza, O.C.D.
- Arcivescovo Domenico Picchinenna
- Vescovo Antonio Rosario Mennonna

Antonio Rosario Mennonna è stato co-consacrante principale insieme a Corrado Ursi e Francesco Minerva di:
- Aldo Garzia, suo segretario personale, 7 dicembre 1975, vescovo titolare di Assidona, amministratore apostolico, sede plena, di Molfetta-Giovinazzo-Terlizzi e suo successore alla sede neretina.

Ha conferito, inoltre, l'ordinazione sacerdotale a:
- Fernando Filoni, 3 luglio 1970, cardinale vescovo di Nostra Signora di Coromoto in San Giovanni di Dio, gran maestro dell'Ordine equestre del Santo Sepolcro di Gerusalemme;
- Angelo De Donatis, 12 aprile 1980, cardinale presbitero di San Marco, vicario generale di Sua Santità per la diocesi di Roma e arciprete della basilica di San Giovanni in Laterano.